# Constriction
Ne doit pas être confondu avec la construction.

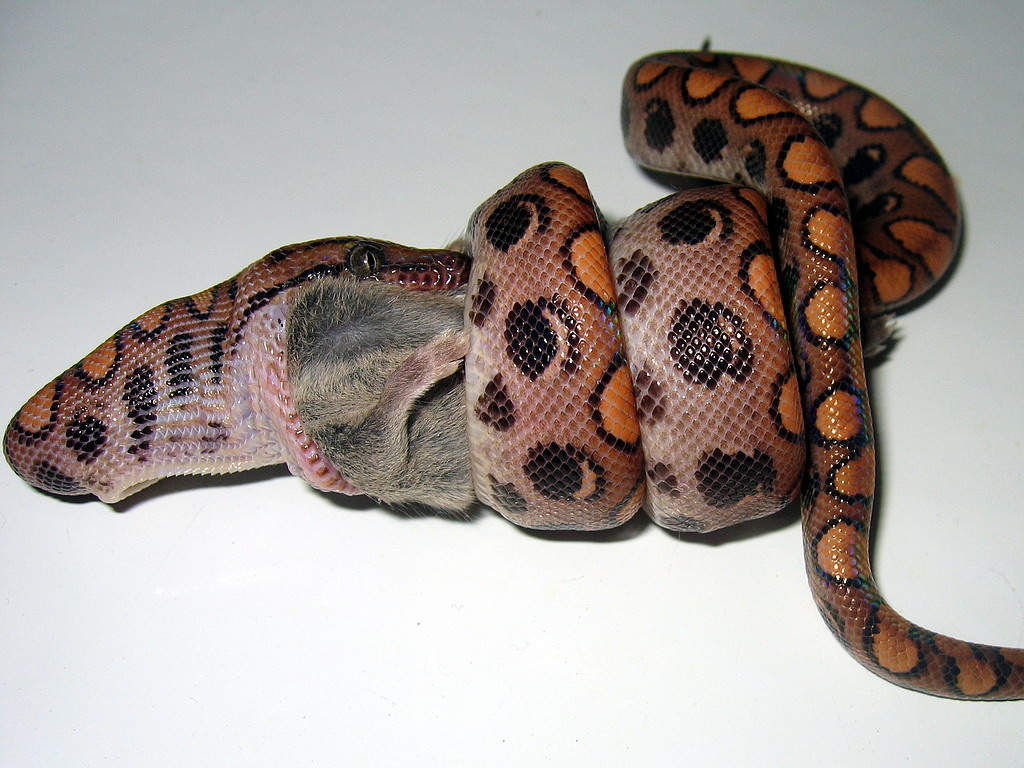
Un Boa arc-en-ciel (Epicrates cenchria) constrictant et avalant une souris.

La constriction est une méthode de chasse utilisée par certains serpents pour tuer leur proie. Elle consiste pour le serpent à immobiliser la proie en enroulant son corps autour et dans le but de l'étreindre. Ceci provoque une coupure du flux sanguin (es), ce qui entraîne une perte de connaissance et un arrêt cardiaque.
La plupart des espèces utilisant cette technique sont des serpents non venimeux et sont qualifiées de serpents constricteurs, comme les Boidae et aux Pythonidae, tels que le Grand anaconda (Eunectes murinus), le Python royal (Python regius) ou le Boa constricteur (Boa constrictor),. Mais bien d'autres serpents sont constricteurs, notamment de nombreux colubridés, comme la Couleuvre d'Esculape (Zamenis longissimus), la Couleuvre verte et jaune (Hierophis viridiflavus) ou la Coronelle lisse (Coronella austriaca).

## Principe
Une étude récente (2022) combine l'utilisation d'un brassard de tensiomètre à celle d'électrodes dans les poumons et d'une vidéo à rayons X, permettant de visualiser le mouvement des côtes du serpent et d'évaluer le flux d'air de chaque animal, et de suivre leurs mouvements musculaires quand leur corps est enserré. Ce travail confirme que si ces serpents ne s'asphyxient pas eux-mêmes quand ils serrent fortement leur proie ou pendant qu'ils ingèrent des proies plus larges que leurs corps, c'est parce qu'ils peuvent n'utiliser que la partie des côtes qui sont les moins mobilisées par la constriction pour continuer à respirer, soit par la partie des poumons situés à l'avant du corps, soit à l'arrière, en conservant un passage pour la circulation de l'air. Selon les auteurs, « sans cette respiration alternée des côtes, les serpents n'auraient probablement jamais développé leurs capacités de constriction ou leur préférence pour des proies aussi grosses ». Selon les auteurs, ceci « suggère que la ventilation pulmonaire modulaire a évolué pendant ou avant la constriction et l'ingestion de grandes proies, facilitant le rayonnement remarquable des serpents par rapport aux autres vertébrés vivant allongés sur le sol ».

## Morphologie
Les serpents constricteurs ont un corps musclé qui leur permet d'enserrer des proies de grande taille par rapport à la leur. Ils ont, généralement, des dents pointues et acérées, recourbées vers l'arrière.
Ils attrapent leur proie puis ils s'enroulent autour, et non seulement ils l'empêchent de respirer, mais ils lui bloquent la circulation sanguine. Une fois l'étreinte mortelle finie, ils avalent leur proie la tête la première et mettront un certain temps à la digérer selon son importance. Certains boidés et pythonidés sont parmi les plus grands et les plus lourds serpents qui existent.
Voici les cinq plus grands :
- le Python réticulé (Python reticulatus), jusqu'à 9,80 m pour un peu plus de 140 kg (record : 10,06 m pour 145 kg) ;
- le Grand anaconda (Eunectes murinus), jusqu'à 8,62 m pour 230 kg ;
- le Python de Seba (Python sebae), peut dépasser 6 m et dépasser les 100 kg (record actuel : 6,80 m) ;
- le Python molure (Python molurus), jusqu'à 6,50 m pour 180 kg maximum ;
- le Python améthyste (Simalia amethistina), mesure généralement 6 m pour 100 kg (record : 8,5 m).

Ils sont alors capables de tuer et d'avaler des proies de la taille d'une antilope.

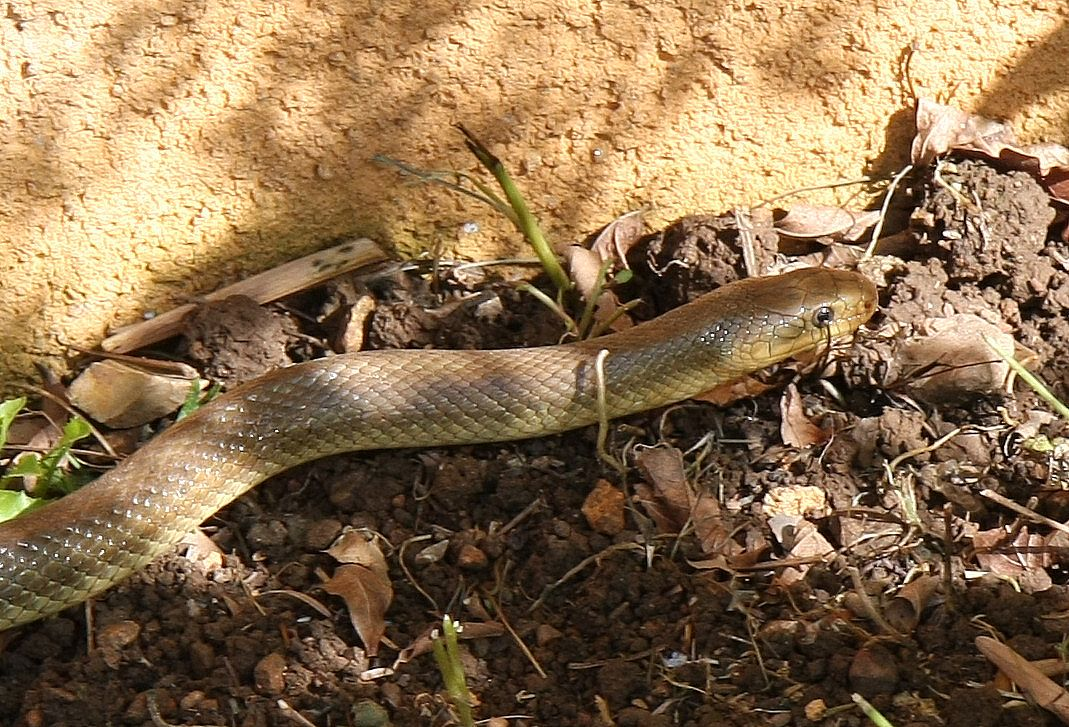
Couleuvre d'Esculape (Zamenis longissimus).
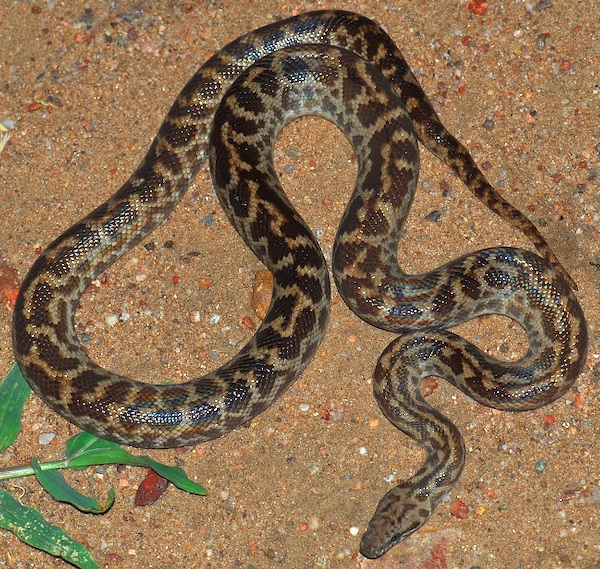
Python tacheté (Antaresia maculosa).
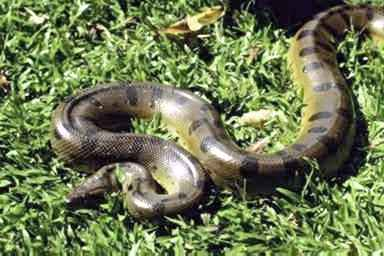
Grand anaconda (Eunectes murinus).
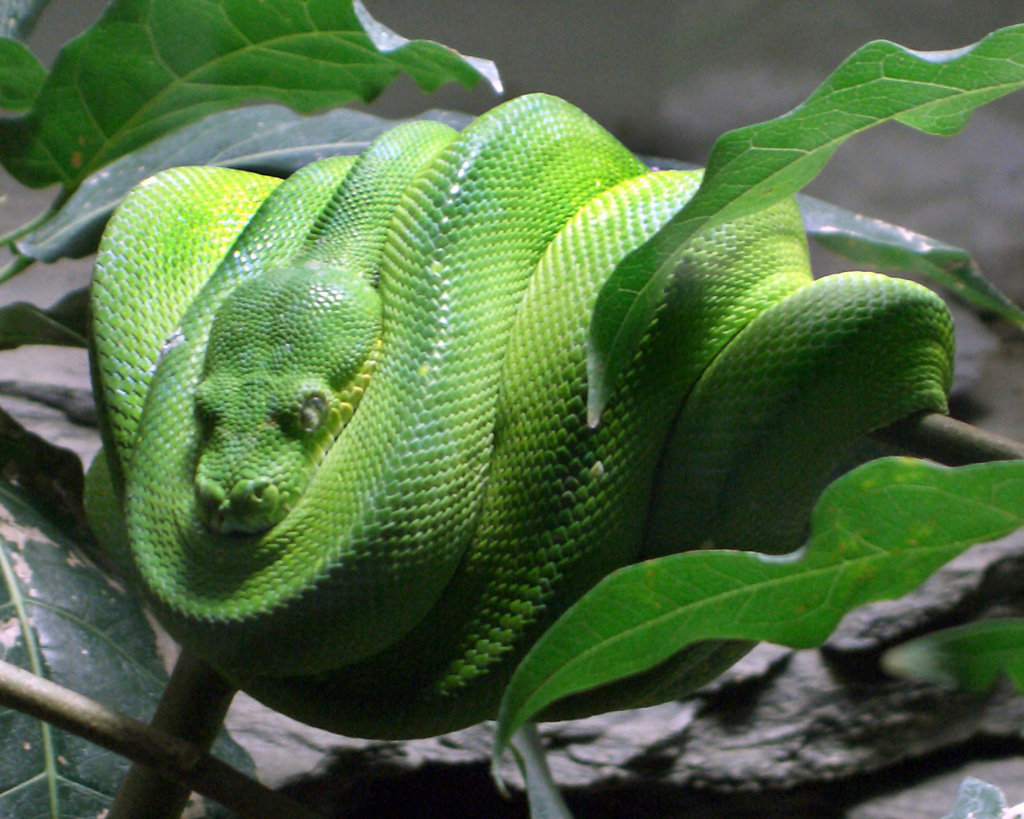
Python vert (Morelia viridis).

## Prédation
Tous les serpents constricteurs sont carnivores. Les proies chassées dépendent de la taille du serpent :
- petits oiseaux, rongeurs, etc. (Python royal, Couleuvre verte et jaune) ;
- oiseaux de taille plus importante, petits singes, mammifères moyens, etc. (Boa constricteur) ;
- grands oiseaux, gros rongeurs, voire de plus grands mammifères comme les antilopes (serpents de très grandes tailles).

Les pythons s'attaquent en général à des mammifères de taille moyenne. Ils tuent leurs proies en coupant leur circulation sanguine, puis les avalent en entier. Extrêmement rarement, les Pythons réticulés peuvent avaler ainsi un homme. En 2017, un adulte de 25 ans a été retrouvé dans un Python réticulé de 23 pieds (environ 7 mètres de long).

## Distribution
Les serpents constricteurs sont présents sur tous les continents, sauf l'Antarctique, et sont observés dans des habitats très différents :
- aquatiques (Grand anaconda) ;
- semi-aquatiques, dans l'eau et sur terre (Python molure) ;
- arboricoles (Boa constricteur, Python vert) ;
- semi-arboricoles, dans les arbres et sur terre (Couleuvre verte et jaune, Couleuvre d'Esculape) ;
- terrestres (Python de Seba, Python royal) ;
- ou un mélange (l'Anaconda jaune (Eunectes notaeus) est à la fois semi-aquatique et semi-arboricole).